# Grängen (by)
 Denne artikel omhandler byen Grängen. Opslagsordet har også en anden betydning, se Grängen.
Grängen er en by i Hjulsjö socken og Hällefors kommun i den nordlige del af Örebro län i Sverige, beliggende ved søerne Ånsjöagen og Grängen.
Grängen var også tidligere navnet på en jernbanestation tilhørende NBJ (Nora Bergslags Järnväg). I Grängen lå tidligere ud over stationen såvel en butik (Konsum) som en skole (frem til 1930'erne). Stationen blev nedlagt i 1970'erne og sporene mod Nora og Bredsjö blev fjernet i 1979-80. Grängen havde regulær busforbindelse med länsbusser frem til slutningen af 1980'erne.